# X-Men 2
X-Men 2 (título original en inglés: X2: X-Men United, o simplemente X2) es una película de 2003 basada en el equipo de superhéroes X-Men de Marvel Comics, dirigida por Bryan Singer, escrita por David Hayter, Dan Harris y Michael Dougherty y protagonizada por Patrick Stewart, Hugh Jackman, Ian McKellen, Halle Berry y Famke Janssen, entre otros. Es una secuela de la película X-Men de 2000 y es continuada por X-Men: The Last Stand de 2006.

## Argumento
Durante una excursión de turistas en la Casa Blanca, Nightcrawler, un mutante con el poder de teletranportarse y haciéndose pasar por un turista, intenta asesinar al presidente de los Estados Unidos pero falla y escapa dejando atrás un cuchillo con el que pretendía asesinar al presidente con un mensaje inquietante: "Libertad para los mutantes ahora". Mientras tanto, Wolverine explora una instalación militar abandonada en el Lago Alkali en Alberta para buscar pistas de su pasado, pero no encuentra nada. Él regresa a la escuela de mutantes del Profesor Xavier, y Xavier rastrea a Nightcrawler usando a Cerebro localizando su paradero en una iglesia en la ciudad de Boston. Xavier y Cíclope van a la prisión a preguntarle a Magneto sobre el ataque, mientras que Tormenta y Jean Grey encuentran a Nightcrawler. Mientras tanto, el científico militar coronel William Stryker se acerca al presidente y recibe la aprobación para investigar la mansión de Xavier por sus lazos con los mutantes, en esa conversación se revela que él es el responsable de haber construido la prisión de plástico en la que Magneto está apresado. Las fuerzas de Stryker invaden la escuela y secuestran a algunos de los estudiantes. Colossus conduce a los estudiantes restantes a un lugar seguro mientras que Wolverine, Rogue, Iceman y Pyro escapan, y la asistente de Stryker, Yuriko Oyama, captura a Cíclope y Xavier. Durante el ataque Wolverine se enfrenta a Stryker, que lo conoce por su nombre.
Mystique, la mutante con el poder de transformarse obtiene información sobre la prisión de Magneto y lo ayuda a escapar mientras también descubre esquemas para construir una réplica de Cerebro. Wolverine, Rogue, Iceman y Pyro visitan a los padres de Iceman en Boston y se reúnen con Tormenta, Jean y Nightcrawler. El Jet-X es atacado por aviones de combate en el camino de regreso a la mansión y es derribado, pero Magneto evita que se estrellen. Magneto explica al grupo que Stryker ha construido otra máquina Cerebro para usarla con Xavier y matar telepáticamente a todos los mutantes del planeta. El hijo de Stryker, Jason, es un mutante con el poder de proyectar ilusiones, que Stryker usará para obligar a Xavier a hacer eso. Stryker también había utilizado previamente los poderes de Jason para orquestar el ataque de Nightcrawler como pretexto para obtener la aprobación e invadir la mansión de Xavier. Magneto también le dice a Wolverine que Stryker fue el hombre que injertó su esqueleto de Adamantium sobre sus huesos. Jean lee la mente de Nightcrawler y determina que la base de Stryker está debajo de una presa en el Lago Alkali.
Los mutantes se infiltran en la base de Stryker, luego Magneto y Mystique van a desactivar la máquina Cerebro antes de que el cerebro lavado de Xavier pueda activarla. Tormenta y Nightcrawler rescatan a los estudiantes capturados, y Jean lucha con Cíclope hipnotizado; la pelea libera a Cíclope pero daña la presa que comienza a romperse. Wolverine encuentra a Stryker en un laboratorio de fundición de Adamantium y recuerda el lugar donde recibió su esqueleto de dicho metal. Wolverine lucha y mata a Yuriko, entonces persigue a Stryker hasta un helicóptero y lo encadena a la rueda de su helicóptero. Magneto detiene a Cerebro y usa a Mystique transformada en Stryker para ordenarle a Jason que le pida a Xavier redirigir sus poderes sobre los seres humanos normales. Los dos utilizan posteriormente el helicóptero de Stryker para escapar, acompañados por Pyro quien ha sido influenciado por Magneto. Nightcrawler teletransporta a Tormenta dentro del cuarto de Cerebro, donde crea una tormenta de nieve para romper la concentración de Jason y liberar a Xavier de su control.
Los X-Men huyen de la presa que comienza a engullirse con el agua, pero tienen problemas para tomar vuelo con el dañado Jet-X. Stryker muere en la inundación y Jean se sacrifica para contener la inundación del agua mientras consigue que el jet despegue, después de lograrlo, es tragada por las aguas y presumiblemente muere. Los X-Men van y le entregan al presidente los archivos de Stryker, y Xavier le advierte que los humanos y mutantes deben trabajar juntos para construir la paz. De vuelta en la escuela, Xavier, Cíclope y Wolverine recuerdan a Jean, y Xavier empieza a dar una clase.
La película termina con una narración de Jean acompañada por el inundado Lago Alkali y la silueta ardiente de un Fénix sube del agua.

## Reparto

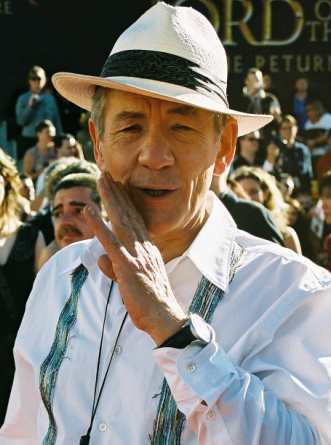
Ian McKellen, intérprete de Magneto.

- Hugh Jackman como Logan / Wolverine / Lobezno: Un mutante que no recuerda nada de su vida antes de que su esqueleto fuera recubierto de Adamantium, un metal indestructible. Wolverine es un rudo solitario, aunque también es una figura paterna para Rogue y siente atracción hacia Jean. Tiene unas garras que salen de sus puños, sentidos agudos y la capacidad de sanar rápidamente.

- Patrick Stewart como Charles Xavier / Profesor X: Un poderoso mutante telépata que usa una silla de ruedas. Fundó una escuela para "jóvenes talentos"; Xavier es un pacifista que cree que los humanos y los mutantes pueden vivir juntos en armonía. Utiliza el dispositivo Cerebro, construido por Magneto y él mismo, para rastrear y localizar mutantes en todo el mundo. Xavier es considerado como un experto en mutación genética.

- Ian McKellen como Erik Lehnsherr / Magneto: Alguna vez fue aliado de Xavier; ahora cree que los mutantes son superiores a los humanos. Magneto tiene la capacidad de manipular metal, así como el poder de crear campos magnéticos. Lleva un casco que lo hace inmune a Xavier y a todos los mutantes con poderes telepáticos. Tiene un gran conocimiento en materia de manipulación genética y en ingeniería.

- Famke Janssen como Jean Grey: Trabaja como maestra y doctora en la escuela de Xavier. Jean ha comenzado a experimentar un crecimiento enorme e incontrolable en sus poderes telepáticos y telequinéticos. Es novia de Cíclope.

- Halle Berry como Ororo Munroe / Tormenta: Una mutante y profesora en la Escuela de Xavier que puede controlar el clima con su mente. Tormenta se hace amiga de Nightcrawler.

- James Marsden como Scott Summers / Cíclope: Líder de campo de los X-Men y profesor en el Instituto Xavier, genera rayos incontrolables de sus ojos y es por eso que lleva un visor para controlarlos. Tiene una relación con Jean.

- Anna Paquin como Marie D'Ancanto / Rogue / Pícara: Una chica que puede absorber los recuerdos y habilidades de cualquier persona que toque. Como no puede controlar este poder, Rogue puede matar y por lo tanto no puede estar cerca de la gente. Su interés amoroso es Bobby Drake.

- Rebecca Romijn como Raven Darkölme / Mystique / Mística: Aliada de Magneto, es una mutante metamorfa que actúa como espía. Siente una atracción sexual hacia Wolverine.

- Bruce Davison como Robert Kelly: Un político anti-mutante que apoyaba una Ley de Registro de Mutantes y deseaba prohibir a los niños mutantes de las escuelas. El personaje fue asesinado en la primera película cuando Magneto lo secuestró y lo convirtió en mutante para probar su máquina de mutación. No obstante, Davison repitió el papel en las escenas donde Mystique se convierte en su personaje para infiltrarse en el gobierno.

- Brian Cox como William Stryker: Un científico militar que planifica un genocidio de mutantes utilizando a Xavier y Cerebro. Stryker ha experimentado con mutantes en el pasado, incluyendo a Wolverine, y utiliza un suero para controlarlos. Brad Loree interpreta a un joven William Stryker en escenas de flashback. Singer optó por elegir a Cox en el papel porque él era un fan de su actuación como Hannibal Lecter en Manhunter.[3]

- Alan Cumming como Kurt Wagner / Nightcrawler / Rondador Nocturno: Un noble mutante alemán con una fuerte fe católica; sin embargo, e irónicamente, tiene la apariencia de un demonio azul. Es capaz de teletransportarse rápidamente de un lugar a otro. Nightcrawler puede teletransportarse a través de las paredes, pero prefiere teletransportarse sólo si puede ver el lugar a donde se dirige. Fue utilizado por Stryker en un intento de asesinato contra el presidente de los Estados Unidos y ayuda a los X-Men. En su cuerpo hay muchas marcas de escarificación, una por cada pecado. Cumming siempre había sido la elección de Singer para el papel, pero al principio no estaba disponible debido a conflictos de programación.[4] En algún momento, se había informado que Ethan Embry estaba en contienda para el papel.[5] En última instancia, la película permaneció en desarrollo por un tiempo prolongado para que Cumming aceptara ser parte.[4] Singer también se sentía cómodo con el casting, ya que habla alemán con fluidez.[6] Los dibujos de Adam Kubert fueron utilizados como inspiración para el diseño de maquillaje de Nightcrawler,[7] que tomó cuatro horas para aplicarse.[8] Para la escena donde Nightcrawler se quita la camisa, Cumming pasó nueve horas maquillándose.[4] Para posar mejor como Nightcrawler, Cumming estudió los cómics e ilustraciones del personaje.[8]

- Aaron Stanford como John Allerdyce / Pyro: Amigo de Bobby y Rogue, Pyro tiene tendencias antisociales por la forma en que los humanos tratan a la comunidad mutante. Tiene la capacidad de controlar el fuego, aunque no puede crearlo. Él después se va con Magneto y Mystique. Los cineastas eligieron a Stanford en el papel porque estaban impresionados con su actuación en Tadpole.[9]

- Shawn Ashmore como Bobby Drake / Iceman / Hombre de Hielo: Un mutante que puede congelar objetos y crear hielo. Su familia no sabe que es mutante y simplemente creen que está en un internado. Después de regresar a casa, Bobby les dice la verdad, para burla de su hermano. También es amigo de Rogue.

- Kelly Hu como Yuriko Oyama / Lady Deathstrike / Dama Mortal: Un mutante que tiene una capacidad de curación similar a la de Wolverine, además de unas uñas retráctiles y es controlada por Stryker. Sólo su primer nombre es mencionado en un diálogo.

- Michael Reid McKay como Jason / Experimento 143: Hijo mutante de William Stryker que tiene la capacidad de crear ilusiones,[10] fue enviado a la escuela de Xavier para intentar "curar" su poder. Al regresar a casa, Jason torturó a sus padres con sus ilusiones hasta que su madre se suicidó. Su padre le aplicó una lobotomía y le extrae un fluido de su cerebro que utiliza como un suero para controlar el cerebro de otros mutantes. En los cómics, el nombre del hijo de Stryker no fue conocido hasta que reapareció en All-New X-Men de 2013,[11] Sin embargo, esta versión de Jason Stryker interpretada por Reid McKay no está basada en el hijo de William Stryker de los cómics ya que sus poderes son claramente una adaptación de Mente Maestra, otro villano de la franquicia X-Men.[10]

### Cameos
- Daniel Cudmore como Peter Rasputin / Coloso: Cudmore tiene un parecido asombroso por su altura y cuerpo musculoso. Es introducido en la película como un mutante con la capacidad de convertir su cuerpo en acero orgánico, y tiene una fuerza sobrehumana mientras está en esa forma. Su papel es escaso y muestra su fuerza durante el ataque a la Mansión X cuando entra a una de las habitaciones para rescatar a una alumna y arroja a dos de los soldados de Stryker a través de la pared de la habitación, segundos después toma a la niña en brazos y sale por el boquete de la pared destruida guiando a los otros niños hasta un pasadizo de la mansión para que escapen. Cudmore estaba preparado para usar un acento ruso, pero Singer descartó la idea de los acentos a pesar de que hay personajes de diferentes nacionalidades.[12]

- Katie Stuart como Kitty Pryde: Se la ve por primera vez cuando las fuerzas militares de William Stryker invaden la Mansión X y entran a la habitación que Kitty compartía con otros estudiantes. Intentan dispararle dardos tranquilizantes pero ella atraviesa su cama cayendo al piso de abajo y escapa atravesando las paredes de la mansión.

- Kea Wong como Jubilation Lee / Júbilo: Es una de los 6 mutantes secuestradas por Stryker durante su ataque a la Mansión X, posteriormente se la ve siendo rescatada por Tormenta y Nightcrawler.

- Steve Bacic como Hank McCoy: Aparece en un programa de televisión dialogando con Sebastian Shaw sobre la temática mutante, esta escena sucede brevemente en un televisor de la cantina donde Mystique seduce al guardia de Magneto.

- Shauna Kain como Theresa Rourke Cassidy / Syrin: Hace su primera aparición como una de las alumnas en el museo del inicio de la película. Su siguiente aparición es durante el asalto a la mansión donde uno de los soldados de Stryker entra en su habitación para capturarla y ella usa sus poderes de gritos sónicos intentando defenderse pero es silenciada tras recibir un disparo de dardos tranquilizantes.

- Bryce Hodgson como Artie Maddicks: Su aparición es en la escena del museo al comienzo de la película. Saca una lengua azul reptiliana para hacer la burla a otros niños del museo y Tormenta le llama la atención. Aparece nuevamente cuando Wolverine se despide de un encadenado a Stryker en la pared de la represa sacando la lengua a este último.

- Layke Anderson como Aaron Douglas Ramsey / Cypher / Cifra:[9] Es un chico rubio vestido de azul que aparece como uno de los seis mutantes capturados por Stryker. Él es capaz de entender, comprender y hablar todos los idiomas conocidos en el mundo.

- Connor Widdows como Jones: Mutante con la capacidad de controlar la electrónica mediante el parpadeo de sus ojos. Estudiante de la escuela de Xavier.

- Luke Pohl como Flea: Es un estudiante de la escuela de Xavier. Hace su primera aparición en la escena del museo.

Adicionalmente en la anteúltima escena de la película, cuando Xavier les habla a los estudiantes sobre un libro, se ve a una chica vestida con una chaqueta del estilo Nativo Americano, más adelante se confirma que ella es Danielle Moonstar.

### Extras
- Ty Olsson como Mitchell Laurio: Es uno de los guardias de seguridad de la prisión donde está encerrado Magneto.

## Doblaje
| Intérpretes     | Personaje                              | Doblaje Hispanoamérica | Doblaje español         |
| --------------- | -------------------------------------- | ---------------------- | ----------------------- |
| Hugh Jackman    | Logan / Wolverine / Lobezno            | Humberto Solórzano     | Gabriel Jiménez         |
| Patrick Stewart | Charles Xavier / Profesor X            | Federico Romano        | Paco Hernández          |
| Ian McKellen    | Erik Lehnsherr / Magneto               | José Lavat             | Juan Miguel Cuesta      |
| Famke Janssen   | Jean Grey                              | Mónica Manjarrez       | Pepa Castro             |
| Halle Berry     | Ororo Munroe / Tormenta                | Dulce Guerrero         | Victoria Angulo         |
| James Marsden   | Scott Summers / Cíclope                | Óscar Flores           | Claudio Serrano         |
| Anna Paquin     | Marie D'Ancanto / Rogue / Pícara       | Jessica Ortiz          | Mar Bordallo            |
| Rebecca Romijn  | Raven Darkolme / Mystique / Mística    | Carola Vázquez         | Yolanda Pérez Segoviano |
| Bruce Davison   | Robert Kelly                           | Roberto Mendiola       | Fernando de Luis        |
| Brian Cox       | William Stryker                        | Óscar Bonfiglio        | Jordi Royo              |
| Alan Cumming    | Kurt Wagner / Rondador Nocturno        | José Ochoa             | Juan D'Ors              |
| Aaron Stanford  | John Allerdyce / Pyro                  | Moisés I. Mora         | David Robles            |
| Shawn Ashmore   | Bobby Drake / Iceman / Hombre de Hielo | Enzo Fortuny           | Jorge Saudinós          |

## Novelización
Una vez más, X-Men tuvo una novelización, pero esta vez de la mano del mismísimo Chris Claremont, cocreador de miembros de los X-Men como Rogue, Jubilee, Shadowcat, Psylocke entre otras. La primera película de X-Men, X-Men, tuvo una novelización escrita por Kristine Kathryn Rusch, pero en este caso fue sustituida por Chris Claremont debido a que la escritora se encontraba trabajando en su novela Simply Irresistible. Chris Claremont escribió la novela basado en el guion original, y en varios puntos creados por sí mismo, es decir, cosas que el incluyó por sí solo al igual que Kristine Kathryn. La novelización llegó en 2003 bajo el título de X-Men 2 aunque la película se llama X2: X-Men United, aunque en la portada en español del libro hay un subtítulo que dice "Que se mantengan unidos los que son diferentes". El libro salió a la venta el 4 de marzo de 2003, a un mes del estreno de la película. Fue vendido en dos idiomas: español e inglés. La novelización tuvo relativo éxito vendiendo más de un millón de copias alrededor del mundo. Fue publicado por Del Rey Books al igual que su predecesora. La novelización es muy importante para poder entender la melodrama central en la película. Chris Claremont pronto volvió para escribir la novelización de X-Men: The Last Stand en 2006.

## Música
X2: The Original Motion Picture Soundtrack se estrenó el 29 de abril de 2003 y fue compuesto por John Ottman, quien desde entonces ha trabajado en la música de las películas de Bryan Singer. Está compuesto por 16 temas con un total de 60 minutos y 9 segundos. Este fue uno de los primeros éxitos de John Ottman, quien adquiriría fama por realizar esta banda sonora y la de Superman Returns, película también dirigida por Bryan Singer. 
El 19 de julio de 2013, La-La Land Records recompuso la banda sonora de John Ottman con otros temas compuestos por Alfred Newman, para la 20th Century Fox. 

### Lista de temas álbum de 2003
| N.º | Título                      | Duración |  |
| 1.  | «Suite from X2»             | 7:11     |  |
| 2.  | «Storm's Perfect Storm»     | 2:18     |  |
| 3.  | «Finding Faith»             | 1:31     |  |
| 4.  | «Sneaky Mystique»           | 3:30     |  |
| 5.  | «Cerebro»                   | 1:27     |  |
| 6.  | «Mansion Attack»            | 7:34     |  |
| 7.  | «Rogue Earns Her Wings»     | 1:35     |  |
| 8.  | «It's Time»                 | 3:40     |  |
| 9.  | «Magneto's Old Tricks»      | 4:59     |  |
| 10. | «I'm In»                    | 4:11     |  |
| 11. | «If You Really Knew»        | 3:21     |  |
| 12. | «Playing With Fire»         | 2:45     |  |
| 13. | «Death Strikes Deathstryke» | 4:52     |  |
| 14. | «Getting Out Alive»         | 3:59     |  |
| 15. | «Goodbye»                   | 5:28     |  |
| 16. | «We're Here to Stay»        | 1:48     |  |

### Lista de temas álbum de 2012
Esta es una lista de canciones, tanto producidas para la cinta original, como las que se compusieron pero nunca se usaron.

| Disc 1 |                                                               |          |  |
| N.º    | Título                                                        | Duración |  |
| 1.     | «Twentieth Century Fox Fanfare»                               | 0:22     |  |
| 2.     | «Opening Titles»                                              | 1:07     |  |
| 3.     | «Nightcrawler Attack»                                         | 3:15     |  |
| 4.     | «Alkali Lake»                                                 | 2:03     |  |
| 5.     | «Jean's Hallucination/Something Terrible»                     | 1:03     |  |
| 6.     | «Newscast/Permission/Reunion»                                 | 3:44     |  |
| 7.     | «Cerebro»                                                     | 1:28     |  |
| 8.     | «Sneaky Mystique»                                             | 4:04     |  |
| 9.     | «Meeting Nightcrawler»                                        | 2:20     |  |
| 10.    | «You Remember Him»                                            | 2:32     |  |
| 11.    | «Mansion Attack/Don’t You Remember/Escape»                    | 7:53     |  |
| 12.    | «Opening Cerebro/Bottom’s Up»                                 | 1:55     |  |
| 13.    | «Jason’s Story/Harmless Kiss»                                 | 3:29     |  |
| 14.    | «Magneto's Escape»                                            | 1:25     |  |
| 15.    | «What Bobby Can Do/Finding Faith»                             | 2:51     |  |
| 16.    | «Pyro Attack»                                                 | 3:13     |  |
| 17.    | «Xavier Escapes»                                              | 1:26     |  |
| 18.    | «Storm’s Perfect Storm/Missiles»                              | 2:07     |  |
| 19.    | «Fireside Chat/Flashback/Jean and Logan/You Know What I Want» | 5:02     |  |
| 20.    | «God Among Insects/Where Is Everyone?»                        | 2:08     |  |
| 21.    | «I'm In»                                                      | 4:17     |  |
| 22.    | «It's Time»                                                   | 3:51     |  |

| Disc 2 |                                                     |          |  |
| N.º    | Título                                              | Duración |  |
| 1.     | «The Children/Something’s Wrong»                    | 2:36     |  |
| 2.     | «Augmentation Room (Death Strikes Deathstrike)»     | 4:45     |  |
| 3.     | «Deathstrike Dies/Magneto’s Old Tricks»             | 5:52     |  |
| 4.     | «Wolverine to the Rescue»                           | 8:10     |  |
| 5.     | «Rogue Earns Wings»                                 | 2:20     |  |
| 6.     | «Goodbye/We’re Here to Stay»                        | 7:08     |  |
| 7.     | «Evolution Leaps Forward»                           | 3:09     |  |
| 8.     | «Suite from X-Men 2 (End Credits original version)» | 7:11     |  |
| 9.     | «Evolution Leaps Forward (original version)»        | 0:48     |  |
| 10.    | «Suite from X-Men 2 (End Credits film version)»     | 9:07     |  |

## Recepción
El sitio web Rotten Tomatoes le da una calificación de 87%, concluyendo que "con un guion estrechamente sólido, grandes actuaciones e impresionantemente ambiciosa, X2: X-Men United es más grande y mejor que su predecesor - y un punto de referencia para las secuelas de cómic en general. El sitio web IMDb le da una puntuación de 7,5/10 y el portal Metacritic le da una puntuación de 68/100.